# Débora Pontecorvo
Débora Pontecorvo (Ciudad Evita, 1981) es la primera aviadora militar de Argentina. Fue premiada con el galardón "Domingo Faustino Sarmiento" a las mujeres destacadas argentinas por el Senado de la Nación Argentina.

## Trayectoria
Es hija de dos empleados administrativos de la Fuerza Aérea Argentina y hermana de otro integrante de la fuerza, el teniente Martín Pontecorvo.
Egresó de la Escuela de Aviación Militar de Córdoba junto a 45 compañeros varones. Realizó su primer vuelo sola el 27 de mayo de 2005 a bordo de un Beechcraft B-45 Mentor, en una ceremonia en donde estuvo presente el brigadier Eduardo Schiaffino, jefe de la Fuerza Aérea. En la ceremonia obtuvo el grado de Alférez.
En 2007 obtuvo la licencia de piloto de transporte Twin Otter en Comodoro Rivadavia y es la primera mujer que lo logra.